# Luc Van den Brande

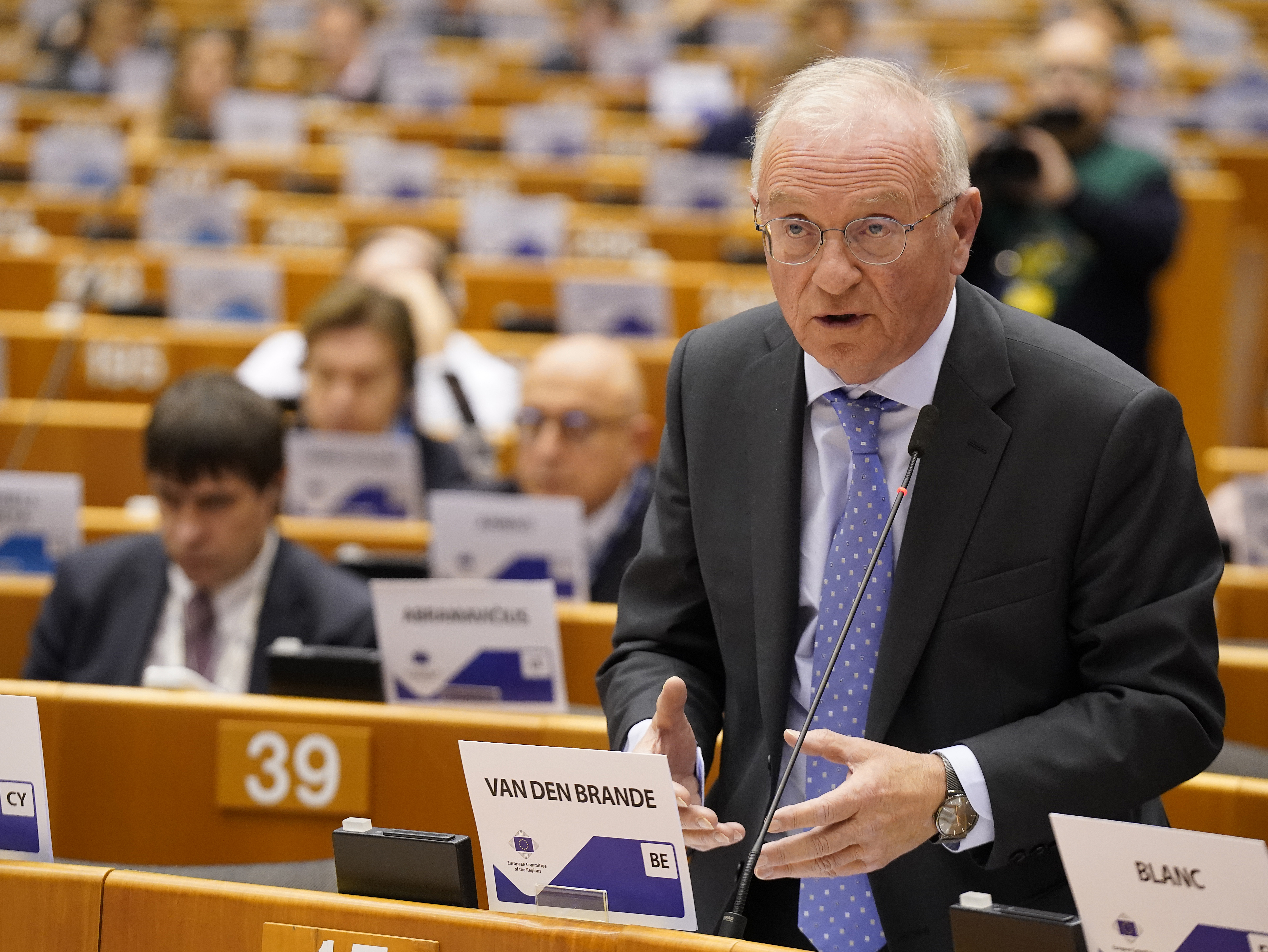
Luc Van den Brande (2019)

Luc Constant Hélène Van den Brande (* 13. Oktober 1945 in Mechelen) ist ein belgischer Politiker (CD&V). Er war vom 21. Februar 1992 bis zum 13. Juli 1999 Ministerpräsident von Flandern. 

## Leben
Luc Van den Brande erhielt den Doktor der Rechtswissenschaft an der Katholischen Universität Löwen und erhielt dort auch das Lizenziat des Notariats. Von 1970 bis 1988 war er als Anwalt am Gerichtshof von Mechelen tätig. Er ist verheiratet mit Maria Baelus, drei Kinder und sechs Enkel.

## Politischer Werdegang
Er ist Mitglied des belgischen Senates. 
Seit Februar 2008 ist Van den Brande Präsident des Ausschusses der Regionen. In dem Ausschuss ist er bereits seit 1994 Mitglied und war von 1994 bis 1998 sowie von 2000 bis 2002 Vizepräsident. In den Jahren 2006 bis 2008 war er Erster Vizepräsident. Zudem war er von 2000 bis 2006 Leiter der belgischen Delegation.
Für seine Verdienste um ein Europa der Regionen wurde ihm 2000 der Kaiser-Maximilian-Preis verliehen.

## Politische Ansichten
Als Ministerpräsident von Flandern fordert er mehr Selbständigkeit Flanderns und sah sich als „Anwalt eines konföderalen Belgiens“. Diese Aussage brachte ihm eine Rüge der Belgischen Königin ein.